# Transcantábrico

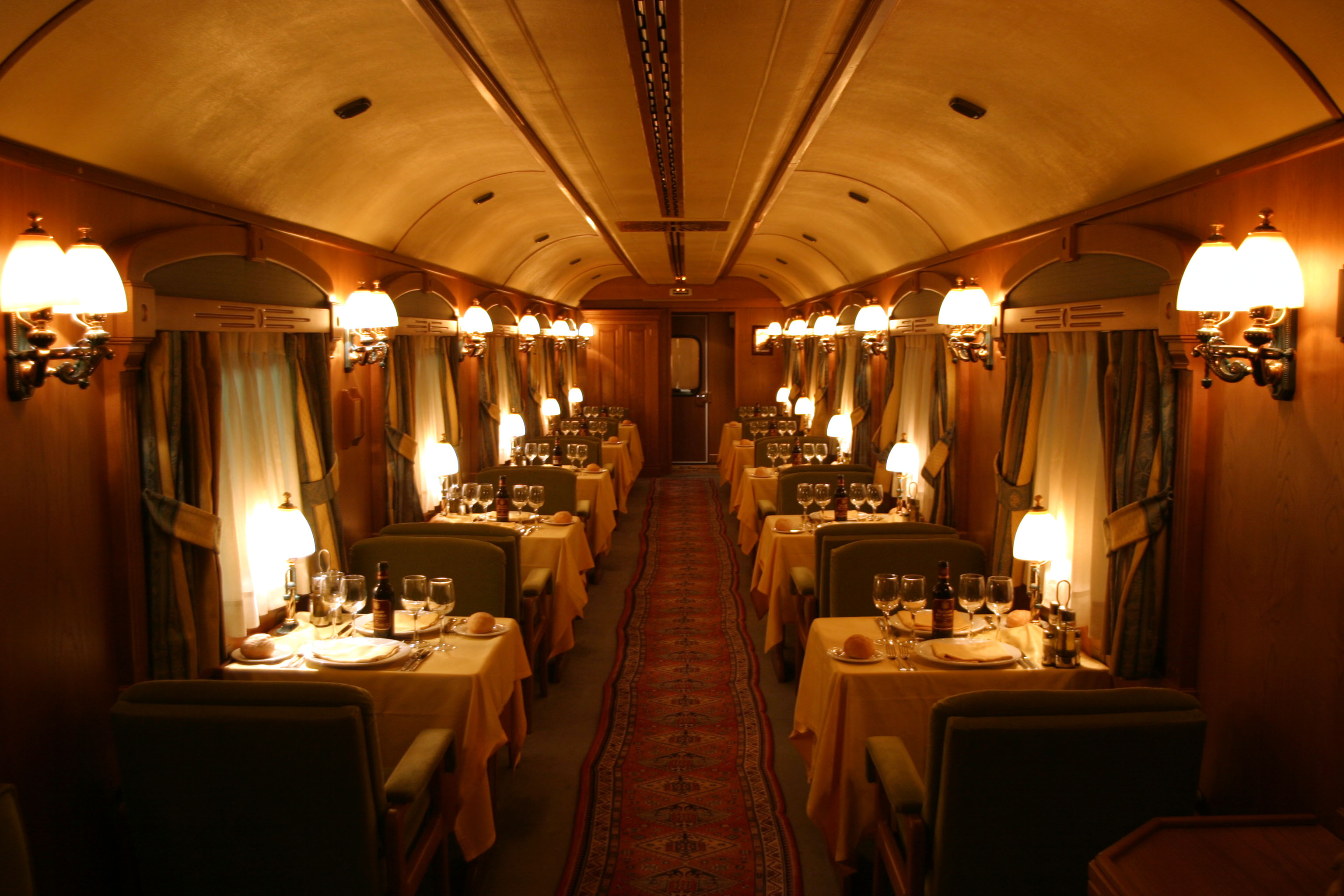
Comedor del tren, donde se sirven las comidas y las cenas.

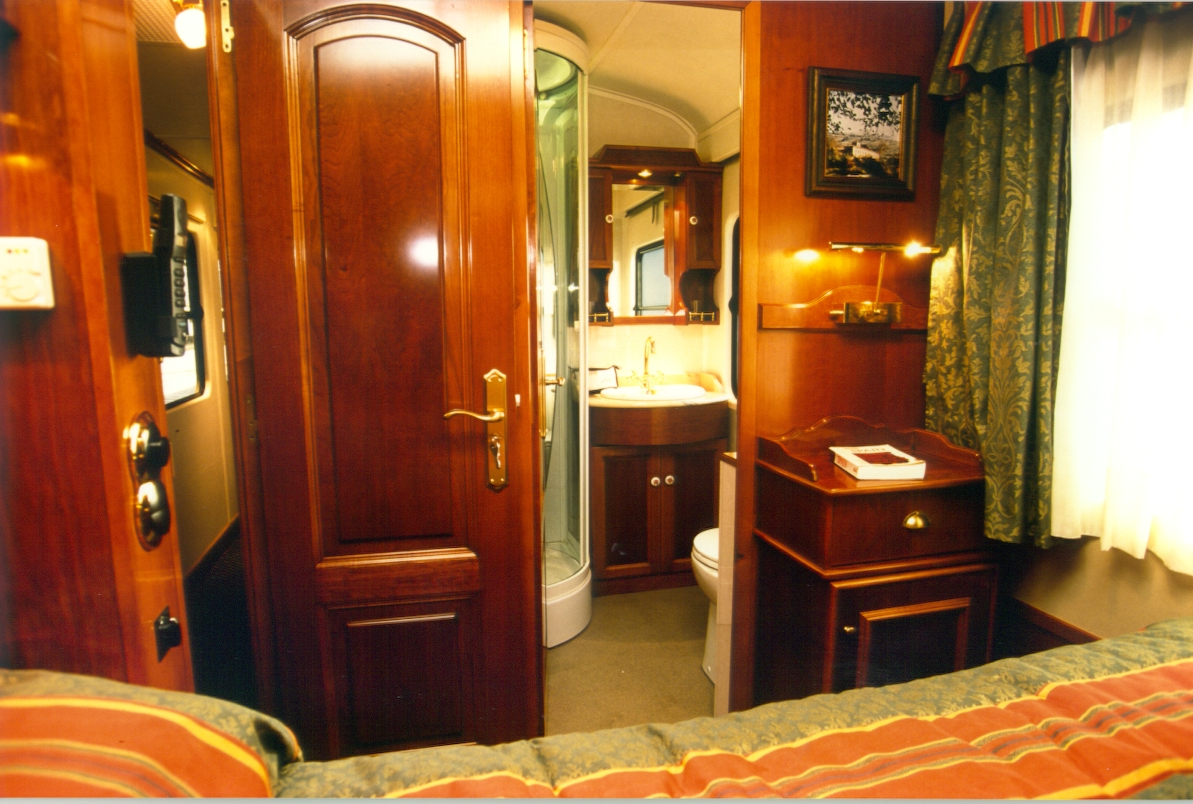
Cabina suite.

El Transcantábrico, oficialmente denominado en la actualidad Transcantábrico Gran Lujo, es un tren turístico de lujo operado por Renfe Viajeros, que recorre el norte de España. Los viajes del Transcantábrico Gran Lujo transcurren entre San Sebastián y Santiago de Compostela. Ofrece salidas de 8 días (7 noches) entre las dos capitales y rutas cortas de 4 días (3 noches) que se inician en Oviedo y concluyen en San Sebastián o entre Santiago de Compostela y Gijón.
El Transcantábrico Gran Lujo, junto con el Costa Verde Express, el Tren Al-Ándalus y el Expreso de La Robla son los trenes turísticos de lujo que opera Renfe Viajeros.

## Historia
El servicio, no subvencionado, fue inaugurado en el año 1983 por la operadora pública FEVE, que lo gestionó hasta la desaparición de la misma en 2012. Con el Transcantábrico, FEVE creó el primer tren-hotel turístico de España. La idea original fue crear un tren turístico, emulando al mítico Orient Express, que recorriese la extensa red ferroviaria de ancho métrico del norte de España. Técnicamente, el ancho de vía menor permite que el tren pueda circular por parajes a los que los convoyes de anchos de vía mayores no pueden acceder.
El Transcantábrico inicia su andadura el 30 de julio de 1983 en León, con un viaje inaugural entre La Robla y Cistierna. Su composición original era de tres coches salón Pullman construidos en el Reino Unido en 1923 (pub, bar y salón), cuatro coches cama de literas, un furgón generador y un coche de servicio para la tripulación. Los primeros años realizó los viajes entre León y Ferrol (pasando por Bilbao), hasta la clausura de la línea León - Bilbao (Ferrocarril de La Robla); desde entonces pasó a efectuar el viaje entre Bilbao y Ferrol.
En el año 2000 se construye un hermano gemelo al que en aquella época se estaba reformando y se crea el Transcantábrico II. En 2011, el Transcantábrico I, que se inauguró en 1983 y se reformó en el 2000, se remodela íntegramente dando lugar al actual Transcantábrico Gran Lujo, mientras que el Transcantábrico II cambia el nombre por Transcantábrico Clásico, nombre que le dura hasta 2022, cuando pasa a denominarse Costa Verde Express, con una nueva ruta más corta y nuevos colores.

## Equipamientos y servicios
La composición actual del tren es de cuatro coches salón, siete coches cama, un coche cocina, un furgón generador y un furgón de servicio para la tripulación. Se han sustituido los originales compartimentos de literas por cabinas suite (dos por coche) dotadas de cama matrimonial, aire acondicionado, teléfono, minibar, armario ropero, maletero y WC completo con ducha con hidromasaje y sauna. Su capacidad máxima es de 32 plazas.
La tripulación está dirigida por el jefe de expedición e incluye a la guía, el jefe de camareros, camareros, músico animador, personal de limpieza, de seguridad, maquinista, conductor de autocar y técnicos ferroviarios. La guía acompaña a los viajeros en todas las visitas e incluso a los distintos restaurantes. Además pone a disposición de sus clientes el programa detallado de cada día y la prensa nacional, internacional y local.